# Daniel Mingrone
Daniel Mingrone  (* 23. Juli 1980) ist ein ehemaliger deutscher Fußballspieler und heutiger -trainer.

## Karriere
Mingrone spielte in der Jugend für SG Oftersheim, TSG Weinheim und SV 98 Schwetzingen. Später wechselte er in die A-Jugend des SV Werder Bremen, wo er zusammen mit Tim Borowski unter Trainer Thomas Schaaf spielte. Schließlich wechselte er in die A-Jugend der Kickers Offenbach, wo er später bei den Amateuren in der Oberliga Hessen aktiv war. Im Jahr 1999 kam er in den Profikader der Kickers, für die er erstmals am 15. Oktober 1999 in der 2. Liga eingesetzt wurde, als er in der 70. Minute im Spiel gegen den 1. FC Köln eingewechselt wurde.
Im Jahr 2002 wechselte Mingrone zum SV Sandhausen, für den er in der Oberliga Baden-Württemberg spielte. Über die weiteren Stationen Germania Pfungstadt, SV 98 Schwetzingen, FC Bammental,  und TSG Weinheim kam er im Jahr 2010 zur SpVgg Neckarelz, für die er in der Saison 2010/2011 in der Oberliga spielte. Nach der Saison pausierte er drei Jahre, ehe er sich im Jahr 2014 der SG Oftersheim anschloss. Im Jahr 2015 wechselte er in die Landesliga Rhein-Neckar zur ASV/DJK Eppelheim, wo er im Jahr 2016 seine aktive Laufbahn beendete und Cheftrainer wurde. Zur Saison 2019/20 wurde er Cheftrainer der zweiten Mannschaft des FV Brühl.